# AEL FC Arena
Die AEL FC Arena ist ein Fußballstadion in der griechischen Stadt Larisa. Seit 2015 ist der Fußballclub AE Larisa, nach 2010 bis 2013, wieder in der Spielstätte beheimatet. In der Saison 2022/23 diente das Stadion als Heimspieltort des Zweitligavereins Iraklis Larisa.

## Daten
Das Stadion wurde zwischen September 2009 und November 2010 als neue Heimstätte des griechischen Zweitligisten AE Larisa errichtet. Mit der Planung und dem Bau wurde die Architekturbüro Potiropoulos D+L architects S.A. beauftragt.
Die Baukosten für das 16.118 Zuschauer fassende Stadion betrugen 42 Millionen Euro. Die Zuschauerkapazität ist auf insgesamt 18.000 Plätze erweiterbar, des Weiteren findet man im Stadion 38 V.I.P.-Logen.

## Umgebung
Das Stadion ist Teil eines Komplexes namens Crimson Park, in diesem Park befinden sich neben dem Fußballstadion ein Kino, ein Open-Air-Theater und 12 Tennisplätze.
Unmittelbar angrenzend befindet sich die ca. 4.000 Zuschauer fassende Larissa Neapolis Indoor Arena.

## Veranstaltungen
Am 9. Februar 2011 bestritt die griechische Nationalmannschaft ein Freundschaftsspiel gegen die Kanadische Auswahl in der AEL FC Arena (Ergebnis 1:0).
Die Spielstätte war mit vier Vorrundenspielen und einer Halbfinalbegegnung einer von drei Austragungsorten für die U-19-Fußball-Europameisterschaft 2015.